# Matthew Bourne's Edward Scissorhands
Matthew Bourne's Edward Scissorhands is een musical die gebaseerd is op de gelijknamige film van Tim Burton. De musical is een geheel van dansen en muziek. Wanneer een oude vrouw tevoorschijn komt op de scène, vertelt zij het verhaal van een jongen met scharenhanden. 

## Korte inhoud
Vele jaren geleden was er een uitvinder, die een zoon had genaamd Edward. Door een ongeluk met scharen stierf de jongen echter. De uitvinder was niet te troosten en ging meteen aan de slag om een “nieuwe” Edward te creëren. Wanneer Edward bijna klaar was, kwamen een aantal kwajongens binnen in het kasteel en van schrik liet de uitvinder het leven. Edward bleef alleen achter met scharen als handen… Uit eenzaamheid ging hij naar het kleurige dorpje onderaan de berg. Meteen werd hij opgevangen door een lieve huismoeder. Het hele dorp was in de ban van Edward. Hij trimde de struiken tot sprookjesachtige figuren, kapte de dames hun haren, gaf de honden een totale opknapbeurt. Edward werd na verloop van tijd verliefd op Kim. Hij droomde ervan om met haar te dansen met ‘echte’ handen en geen scharen. Met Kerstmis maakte hij in de tuin een reusachtig ijssculptuur van een engel. Ondertussen danste Kim in de sneeuw, die Edward had gecreëerd  bij het kappen in het ijs. Tijdens het dorpskerstfeest werd Edward dronken gevoerd door Jim. Hierdoor vernielde Edward de kerstboom en verwondde Kevin, de jongere broer van Kim. Na dit incident vluchtte hij weg, terug naar het kerkhof aan het kasteel gevolgd door Kim en alle mensen van het dorp. Edward en Kim gaven elkaar daar de allereerste en allerlaatste kus. Wanneer Jim was aangekomen, ging hij een gevecht aan met Edward. Edward verwondde hem per ongeluk aan de buik. Kim zag dit allemaal gebeuren en uit schrik voor de reactie van de mensen, liet ze Edward vluchten. Ze vertelde aan de mensen dat hij gestorven was. 
Op dit moment komt de oude vrouw weer tevoorschijn. Sindsdien sneeuwt het in het dorpje elke kerst en dat is het bewijs voor Kim dat Edward nog leeft.

## Bezetting
Scott Ambler, Ross Fountain, Dominic Lamb,   
Deborah Annable, Aaron Francis, Rachel Lancaster,  
Kerry Biggin, Adam Galbraith, Matthew Malthouse, 
Madelaine Brennan, Hazel Gold, Etta Murfitt, 
Ross Carpenter, Nina Goldman, Christopher Neumann, 
Cindy Corinne Ciunfrini, Phil Hill, Dominic North, 
Caroline Crawley, Timothy Hodges, Gavin Persand, 
Lauriane Delteil, Jack Jones, Samuel Plant, 
Gavin Eden, Steve Kirkham, Bethany Ramsey, 
Vicky Evans, Dena Lague, Danny Reubens, 
Noi Tolmer, Shelby Williams, Daniel Wright

## Artistieke team
Regisseur: Matthew Bourne en Robert Noble
Bijregisseurs: Lez Brotherston, Scott Ambler, Etta Murfitt, Terry Davies
Choreograaf: Matthew Bourne
Muziek en Arrangementen: Terry Davies
Scenarioschrijver:Caroline Thompson
Verhaal: Caroline Thompson
Co-Apatation: Caroline Thompson
Ontwerper: Lez Brotherston
Lichttechnicus: Howard Harrison 
Geluidstechnicus: Paul Groothuis
Fotografie: Bill Cooper, James Morgan

## Liedjes
1. Introduction (Titles) (2:36)
2. Storytime (2:35)
3. Castle on the hill (6:25)
4. Beautiful new world/Home sweet home (2:05)
5. The cookie factory (2:14)
6. ballet de Suburbia (Suite) (1:17)
7. Ice Dance (1:45)
8. Criquette lesson (3:19)
9. Edwardo the barber (3:19)
10. Esmeralda (0:27)
11. Death! (3:29)
12. The tide turns (Suite) (5:31)
13. The final confrontation (2:17)
14. Farewell..... (2:46)
15. The grand finale (3:26)
16. The End (4:47)
17. With these hands, Tom Jones (2:43)

Totale duurtijd: 51 minuten

## Afgeleide producten
Een programmaboekje (€8.00) en bij het inschrijven in de nieuwsbrief kan men een mok van Edward Scissorhands winnen.

## Extra weetjes
De productie “Edward Scissorhands” reist al 3 jaar de wereld rond. 
Londen, Tokio, New York, Los Angeles, Washington, Charlotte, Seattle, Boston, St. Louis, Toronto, San Francisco, Pittsburgh, Philadelphia, St. Paul, Denver, Sydney, Melbourne, Perth, Parijs, Athene en Antwerpen.
Johnny Depp mocht na het zien van het stuk in Los Angeles een kijkje nemen achter de schermen en de scharen van Edward nog eens vasthouden.
In deze hele musical wordt geen woord gesproken, alleen gedanst.
In Antwerpen vond de musical plaats in de Stadsschouwburg.